# Wapen van waterschap van de Oude IJssel

Het wapen van waterschap van de Oude IJssel toont het gecarteleerde wapen van Waterschap van de Oude IJssel bestaande uit kwartieren van Graafschap Zutphen, Heerlijkheid Wisch, Graafschap Lohn en het Land van den Bergh. De omschrijving luidt:
"Gevierendeeld : I in zilver een leeuw van keel, gekroond van goud (Zutphen); II in goud een hartschild van azuur, vergezeld van acht zoomsgewijs geplaatste merletten van keel (Wisch); III in zilver drie dwarsbalken van azuur, waarboven drie kraaien van sabel (Loon); IV in zilver een leeuw van keel, gekroond, getongd en genageld van goud, met een schildzoom van sabel, beladen met elf bezanten van goud (Bergh). Het schild gedekt door een gouden kroon van drie bladeren en twee paarlen."

## Geschiedenis
Het wapen werd bij Koninklijk Besluit op 12 november 1956 verleend. In het wapen werden de wapens van vier historische gebieden verwerkt die deels of geheel in het waterschapsgebied liggen. Waaronder het oudst bekende wapen van Wisch, zoals ook staat afgebeeld in het Wapenboek Gelre, in plaats de bekendere gaande leeuwen. Een lang leven heeft het wapen niet gehad. Na ruim veertig jaar (in 1997) fuseerde het waterschap met andere waterschappen tot waterschap Rijn en IJssel waarmee het wapen kwam te vervallen. Tegenwoordig wordt een logo dat op een wapenschild lijkt gebruikt.

## Verwante wapens

Graafschap Zutphen
Heerlijkheid Wisch
Graafschap Lohn
Land van den Bergh